# El Menzel
El Menzel (arabiska: المنزل) är en stad i Marocko. Den ligger i provinsen Sefrou och regionen Fès-Meknès, 210 km öster om huvudstaden Rabat. Antalet invånare var 12 641 vid folkräkningen 2014.